# REAL
《REAL》是日本漫畫家井上雄彥的日本漫画作品。在《週刊YOUNG JUMP》上，從1999年48号開始不定期連載（現在大概是2個月發表一次）。單行本發行至第15冊。
2001年得到第5回日本新媒體動漫藝術節漫畫部門優秀賞。

## 故事大綱
一位是從高中自行退學、對於自己引起車禍造成他人一生的傷害而感到自責而希望成為職籃選手來贖罪的野宮朋美。
一位是輪椅籃球中的強力選手、卻因為與隊友不合而一度離開球隊之後又回隊的戶川清春。
一位則是自尊心強而且實力高超的籃球選手、但卻因為車禍造成半身不遂而一直難以接受現實的高橋久信。
這三個人用自己的方法各自走向REAL（現實）――

## 登場人物

### 主要人物
野宮朋美
長相嚴厲、不過卻有著會對想說的事情毫不猶豫地說出來的開朗個性。雖然曾打過校隊、但因為與隊友不服而離隊。之後過著我行我素的生活、在一次偶然下，載著搭訕的山下夏美並且因為自己所騎的機車發生車禍、使她半身不遂。因此自行從高中退學。雖然一度為自己造成夏美的人生產生變化感到罪惡而自責不已、但在與戶川相遇後，決定開始改變自己並且加以行動。不過因為個性的關係而老是遭到開除、然後在決定要擔任搬運工工作的數個月，也因為公司破產而被迫離職。後來決定要通過「東京閃電隊」的選秀會而開始特訓。18歳。
由於母親常頻繁地出外旅行、所以有著喜歡將土產送給別人的習慣；在故事前期母親未登場，直到野宮情緒失控痛毆路人被關進看守所，在釋放當日，中斷旅行到看守所迎接野宮回家。
戶川清春
有著好強卻纖細的個性。特徵是喜歡戴著鴨舌帽以及穿著帽Tee。野宮稱他是「輪椅界的文斯·卡特」而叫他「文斯」。小時候母親就過世而成為單親家庭並且也從父親那邊學鋼琴。國中時屬於田徑部、而且還成為進入到全國大賽決賽的短跑選手、但在決賽中因為骨肉瘤症狀惡化。為了切除脛骨骨肉上的瘤而進行手術、使他右膝關節以下遭到截肢、只能過著坐在像是義肢般的輪椅的生活。屬於輪椅籃球隊「老虎隊」、由於實力高而有很強的上進心、讓他一度與隊友不合而離隊。在遇到野宮後、決定要改變自己與球隊而歸隊。之後被選為輪椅籃球隊的日本代表。19歳。
高橋久信
受父親影響，而在小學時就開始學打籃球、之後持為西高中籃球隊隊長。把自己視為「A級」以上、所以喜歡為週圍的人附上等級而看低他們並且因為自尊心高而也有傲慢的一面。擁有做什事都能表現得很好的天份、所以雖然學業成績・運動能力・長相都相當優秀而被大家所重視、不過卻因為一時的衝動而偷腳踏車並且因此遇到車禍、造成脊髓受傷而下半身不遂。事故後、與八年不見的父親相遇並且在經歷一段親情的掙扎後、而開始慢慢面對自己受傷的事實。現在18歳（3集〜）。

### 與野宮朋美有關的人
山下夏美
被野宮搭訕並且因為坐他的機車遇到車禍而導致半身不遂。現在則是在進行復健。一開始表現得相當沉默、但在野宮前往探病時、以強硬的語氣透露出自己的心境並且之後與野宮成為無話不談的好友。目標是要成為漫画家。17歳。
關
西高籃球隊隊員。與野宮關係很好。野宮退学後，也與高橋的關係相當好還前去探他的病、但因為被他強剃成光頭、所以內心因此討厭起高橋。
柾
西高籃球隊隊員。與野宮關係很好。雖然個性粗魯、但和野宮一樣對籃球相當執著。不過因為被高橋等人所討厭而對隊員施以暴力、因此受到處分。
山路
西高籃球隊前輩。過去因為給野宮如何投籃的建議而受到他的仰慕。現在是大学生並且還野宮參加大学的籃球隊練習。進入大學後，將頭髮染成茶色但是不被週遭的人所欣賞。

### 與戶川清春有關的人
安積久美
清春的青梅竹馬、現在是輪椅籃球隊「老虎隊」的經理。有著一顆愛哭痣。個性穩重和善。不擅於開車，也對自己的運動神經沒有自信，但也依然一個人持續關心著因為生病而失去右腳而一度陷入絕望與自卑的清春。雖然與清春從小就在一起而且也無法確認兩人的關係如何、但其實已經達到朋友以上戀人未滿的程度而且也是最了解清春的人之一並且一直支持他。在面對擁有巨大改變的清春後、為了使自己成長而也開始考慮要到外國留學。19歳。
勝田虎
輪椅籃球隊「老虎隊」的設立者兼初代隊長、是個可以被選為全日本代表的高手，也是將清春帶入輪椅籃球的人。接受和清春一樣的手術而讓右腳被截肢。經營刺青工作室、背後有一個巨大的老虎刺青。將清春帶入輪椅籃球後、以刺青師的身分前往美國。
山內仁史
5歳時，身體就漸漸無法動彈而得到現代醫學也無法治療的疾病、而且也覺悟將要不久於人世。是個個性穩重而且堅強的青年。是清春失去右腳而陷入苦惱的時期時，所遇到的英雄。在虎離隊後、成為球隊的中心人物。但隨著逐漸的發病，讓他的欲求不滿的欲望赤裸裸地展現出來、慢慢地改變了他原本堅強的心而開始與清春保持距離。19歳。
上林好惠
預定要前往國外留學的安積的後輩。接下來要繼她之後擔任「老虎隊」的經理。

### 與高橋久信有關的人
高橋 久行（たかはし ひさゆき）
久信之父。小時候教久信打籃球。以前是位精英上班族、但在8年前與妻‧千鶴子分居、現在住在埼玉縣秩父並且成為陶藝家、就連久信也佩服他的手藝。由於復健中心的指導員的要求而在一段時間內與久信一起生活。一開始，打扮成上半身穿著襯衫，下半身穿著體操褲並且穿著拖鞋像是遠離人世般的人一樣、但在久信發生意外後才慢慢改善並且一直在背後守護著久信。
高橋 千鶴子（たかはし ちづこ）
久信之母。8年前與丈夫分居、一人養育久信。雖然為久信的表現優秀感到驕傲、而強烈希望他回去讀書、但反而被討厭這樣想法的久信痛斥、因此被久信的墮落所震驚而開始酗酒。之後因為過勞和肝臟惡化而住院，但也讓久信感到後悔而開始改變自己。
本城　文香（ほんじょう ふみか）
久信的女友。總而言之就是一位辣妹、雖然腦袋不好、但卻是一位情深意堅的美容師的女兒。即使久信遇到意外，也和他在一起。在久信的朋友紛紛遠離他時、他依然去探久信的病並且幫助他。以後則是去應徵「老虎隊」的經理。
小林 薰（こばやし かおる）
久信入院時，負責照顧他的看護師。雖然長得不好看、卻會熱情地鼓勵久信、還在他自暴自棄時，加以斥責。有個雙胞胎姐姐（茂）也在復健中心擔任看護師、所以知道在同中心裡開始復健的久信。
花咲 滿（はなさき みつる）
因為脊髓受傷而進入復健中心的病人。是個常常喃喃自語的宅男。本來與久信不合，但慢慢地與他熱絡起來。對於異性抱著一份情節、讓他由於這份獨特的想法而接受半身不遂的情況。是スコーピオン白鳥的大粉絲、也擁有對手辦及摔角等方面的興趣。
白鳥 加州雄（しらとり かずお）
因為脊髓受傷而進入復健中心的病人。與久信同間病房。是個有著スコーピオン白鳥綽號的摔角手、還被稱為「日本第一的壞蛋」。年齢40歳左右。性格坦率且遲鈍、經常有不經思考的言論。有著「所謂的強是?」的煩惱、因為相信摔角手與一般人不同、所以會自己決定無法達成的「走路」的期限的目標、來鼓勵自己進行復健。
石崎（いしざき）
復健中心的物理治療師。進行恩威並濟的指導、讓原本低落的久信可以一步步學會如何復健。
原 藤子（はら ふじこ）
復健中心的健康運動指導師。是個留著短髮看起來就像是男人的女子。常常帶著竹刀對久信進行魔鬼訓練、讓他可以達到白鳥的極限。喜歡的東西是果醬麵包。

### 東京老虎隊
過去與夢幻隊的2戰都以大比數落敗、不過在戶川・長野加入後，而開始擁有與夢幻隊差距個位數的實力。
米澤 一良（よねざわ かずよし） 背号9 → 4
1分球員。體力很差。在都大賽中，與夢幻隊戰的後半場因為體力盡失、讓沒有替補的老虎隊因此敗戰。被隊員們稱為「阿米」或是「阿米先生」。
金子 謙一（かねこ けんいち） 背号11 → 5
3.5分球員。綽號是「金子」。透過隊員們的投票成為隊長。常和戶川吵架、不過當戶川受到惡意犯規時，也會幫他衝去找對手理論。喜歡摔角。個性很不服輸，在當上隊長後更加表現出這點。中鋒。輪椅籃球資歷5年。26歳。
戶川 清春（とがわ きよはる） 背号6
4.5分球員。一度離開過球隊、之後歸隊。雖然其他隊友都不理會他、不過在與強豪‧球隊夢幻隊進行練習賽後、由於幾名隊友們產生幹勁而開始參加他舉辦的晨訓而讓他感覺到球隊正在改變。他的實力也受到夢幻隊教練的肯定而邀他入隊、而且還挑釁他，使清春接受輸球就入隊的條件。結果雖然輸球，但讓清春決定繼續奮鬥而要在明年超越他們。由於喜歡進行速攻，而被野宮指出他的外線就是弱點而讓他進行3分球的特訓。
長野 滿（ながの みつる） 背号7
3分球員。輪椅籃球日本代表隊候補之一。是個讓清春初次嘗到輸球而擁有高超實力的人。實際上喜歡摔角、所以擁有像是摔角手般強壯的上半身。由於欣賞清春、所以為了幫助球隊獲勝而入隊。在入隊後、自己成為球隊的一角來讓清春可以盡情發揮。曾去過澳洲新南威爾斯大學留學、所以會有在語尾上加入「MATE」的口頭禪。
比賽中表現的相當冷靜。擁有球員「就是要有利己主義」的信念、讓他因此在強豪‧澳洲隊中贏得先發的位置。對於被長野評論不是利己主義的夢幻隊的藤倉能夠一直被選為日本代表的現況抱著一份反抗心。身高190cm、体重110kg。稱野宮為「トム」(TOM)。
在灌籃高手中有一位與他同音但不同字的翔陽隊選手永野滿選手登場。
垣内 大二朗（かきうち だいじろう） 背号7→8
2分球員。是個臉孔嚴厲的熱血漢子。
目黑 知憲（めぐろ とものり） 背号9
2分球員。由於分數的關係，而主要擔任板凳球員。20歳。
水島 亮（みずしま りょう）
透過金子所去的醫院的醫師介紹、於是被金子邀請來擔任球隊候補。相當叛逆、就算有金子的介入、也一度與野宮產生衝突。高中時是暴走族、但因為車禍而必須過著輪椅的生活，然後暴走族的同伴也都遠離他而傷了他的心。一開始沒有想要融入球隊、也不會主動加油、但因為不斷與強豪‧夢幻隊的激戰，讓他產生成為老虎隊同伴的意識於是決定入隊。被隊友稱為「阿亮」。東京都北區出身。16歳。
原（はら）
被長野招聘來的教練。已經引退。41歳。開始徹底要訓練亮（水島）成為一流選手。
田村（たむら） 原背号4
1分球員。雖然是球隊隊長、不太喜歡年輕且自傲的戶川而與其他隊友一起離隊。對於輪椅籃球的態度與戶川等人不同，而缺少打球的熱情，只是認為「反正是殘障人士的運動」。因為這種言行而被戶川揍過、因此讓戶川一度離隊。現在則是離開老虎隊並且打算創力叫作赤坂アプロウズ的球隊。

### 調布夢幻隊
強豪球隊。老虎隊兩次都以大比分輸給他們。之後、在都大賽中與已經頗具實力的老虎隊進行一場苦戰並且贏得優勝。
藤倉（ふじくら） 背号7
中鋒。有長鬍子。被戶川假想像是長野一樣實力的選手。日本代表隊候補之一。
永井（ながい） 背号5
後衛。1分球員。光頭。日本代表隊候補之一。對前來參觀夢幻隊練習的高橋發出一聲意義深遠的聲音。
青木（あおき）
前鋒。受到教練指示以王牌殺手的身分對戶川進行貼身防守。前半場一度讓戶川無法發揮實力、後半場與米澤進行對峙，並且被戶川看穿其弱點而加以突破。

### 東京閃電隊
野宮想要加入的球隊。是個選手實力差，只能依靠明星球員安西的弱小球隊。
安西 義輝（あんざい よしき）
控衛。父親是前全日本選手。被同樣打控衛的野宮視為是強力的對手。雖然是新人，但卻擅於進攻、速度和投籃實力也都是一流、所以被球隊高層寄予厚望。長得帥而很受到女球迷的歡迎。但由於是王牌球員而喜歡單打獨鬥，所以被教練規勸要改善這個缺點。23歳。
田中純市（たなか じゅんいち）
球隊教練。雖然認同安西的實力，不過對於他的獨霸相當在意。有著控衛是要讓其他隊友更好的思想。

## 補充
分數
輪椅籃球中，為了確保公平競爭，對於每隊同時在球場上的球員的身體素質做出了硬性規定。每名球員依照身體殘障程度，會得到 1.0分至 4.5分的評等 (每 0.5分為一級，總共八級)，身體功能越健全者，評分越高。每隊同時在場上的五名球員的評分總和不得超過 14分。

## 出版書籍
| 冊數 | 集英社         | 集英社                 | 尖端出版       | 尖端出版               | 天下出版       | 天下出版               | 长春出版社 | 长春出版社             | 长春出版社 | 长春出版社             | 长春出版社 | 长春出版社             |
| 冊數 | 發售日期       | ISBN                   | 發售日期       | EAN / ISBN             | 發售日期       | ISBN                   | 普通版     | 普通版                 | 限定版     | 限定版                 | 特别版     | 特别版                 |
| 冊數 | 發售日期       | ISBN                   | 發售日期       | EAN / ISBN             | 發售日期       | ISBN                   | 發售日期   | ISBN                   | 發售日期   | ISBN                   | 發售日期   | ISBN                   |
| ---- | -------------- | ---------------------- | -------------- | ---------------------- | -------------- | ---------------------- | ---------- | ---------------------- | ---------- | ---------------------- | ---------- | ---------------------- |
| 1    | 2001年3月19日  | ISBN 4-08-876143-X     | 2006年2月7日   | EAN 471-7702-20147-0   | 2001年3月20日  | ISBN 962-998-025-8     | 2023年5月  | ISBN 978-7-5445-6923-1 | 2023年5月  | ISBN 978-7-5445-6926-2 | 2023年5月  | ISBN 978-7-5445-6927-9 |
| 2    | 2002年9月19日  | ISBN 4-08-876340-8     | 2006年2月7日   | EAN 471-7702-20148-7   | 2002年9月30日  | ISBN 962-998-833-X     | 2023年5月  | ISBN 978-7-5445-6923-1 | 2023年5月  | ISBN 978-7-5445-6926-2 | 2023年5月  | ISBN 978-7-5445-6927-9 |
| 3    | 2003年10月17日 | ISBN 4-08-876511-7     | 2006年8月10日  | EAN 471-7702-20532-4   | 2003年10月18日 | ISBN 988-207-196-1     | 2023年5月  | ISBN 978-7-5445-6923-1 | 2023年5月  | ISBN 978-7-5445-6926-2 | 2023年5月  | ISBN 978-7-5445-6927-9 |
| 4    | 2004年11月19日 | ISBN 4-08-876695-4     | 2006年9月12日  | EAN 471-7702-20605-5   | 2004年11月20日 | ISBN 988-207-409-X     | 2023年5月  | ISBN 978-7-5445-6923-1 | 2023年5月  | ISBN 978-7-5445-6926-2 | 2023年5月  | ISBN 978-7-5445-6927-9 |
| 5    | 2005年11月18日 | ISBN 4-08-876882-5     | 2006年10月12日 | EAN 471-7702-20633-8   | 2006年11月21日 | ISBN 988-207-679-3     | 2023年5月  | ISBN 978-7-5445-6923-1 | 2023年5月  | ISBN 978-7-5445-6926-2 | 2023年5月  | ISBN 978-7-5445-6927-9 |
| 6    | 2006年11月17日 | ISBN 4-08-877173-7     | 2006年11月17日 | EAN 471-7702-20784-7   | 2006年11月18日 | ISBN 988-215-196-5     | 2023年5月  | ISBN 978-7-5445-6924-8 | 2023年5月  | ISBN 978-7-5445-6926-2 | 2023年5月  | ISBN 978-7-5445-6927-9 |
| 7    | 2007年11月29日 | ISBN 978-4-08-877352-0 | 2007年11月29日 | EAN 471-7702-21549-1   | 2007年11月29日 | ISBN 978-988-215-519-0 | 2023年5月  | ISBN 978-7-5445-6924-8 | 2023年5月  | ISBN 978-7-5445-6926-2 | 2023年5月  | ISBN 978-7-5445-6927-9 |
| 8    | 2008年10月29日 | ISBN 978-4-08-877539-5 | 2008年10月29日 | EAN 471-7702-22215-4   | 2008年10月30日 | ISBN 978-988-215-814-6 | 2023年5月  | ISBN 978-7-5445-6924-8 | 2023年5月  | ISBN 978-7-5445-6926-2 | 2023年5月  | ISBN 978-7-5445-6927-9 |
| 9    | 2009年11月26日 | ISBN 978-4-08-877762-7 | 2009年11月26日 | EAN 471-7702-22819-4   | 2009年11月27日 | ISBN 978-988-8030-20-0 | 2023年5月  | ISBN 978-7-5445-6924-8 | 2023年5月  | ISBN 978-7-5445-6926-2 | 2023年5月  | ISBN 978-7-5445-6927-9 |
| 10   | 2010年11月26日 | ISBN 978-4-08-879060-2 | 2010年11月26日 | EAN 471-7702-23606-9   | 2010年11月29日 | ISBN 978-988-8033-46-1 | 2023年5月  | ISBN 978-7-5445-6924-8 | 2023年5月  | ISBN 978-7-5445-6926-2 | 2023年5月  | ISBN 978-7-5445-6927-9 |
| 11   | 2011年11月11日 | ISBN 978-4-08-879232-3 | 2011年11月11日 | EAN 471-7702-24395-1   | 2011年11月17日 | ISBN 978-988-8098-34-7 | 2023年5月  | ISBN 978-7-5445-6925-5 | 2023年5月  | ISBN 978-7-5445-6926-2 | 2023年5月  | ISBN 978-7-5445-6927-9 |
| 12   | 2012年11月22日 | ISBN 978-4-08-879456-3 | 2012年11月21日 | EAN 471-7702-25199-4   | 2012年11月22日 | ISBN 978-988-8100-42-2 | 2023年5月  | ISBN 978-7-5445-6925-5 | 2023年5月  | ISBN 978-7-5445-6926-2 | 2023年5月  | ISBN 978-7-5445-6927-9 |
| 13   | 2013年11月22日 | ISBN 978-4-08-879716-8 | 2013年11月22日 | EAN 471-7702-25816-0   | 2013年11月27日 | ISBN 978-988-8214-35-8 | 2023年5月  | ISBN 978-7-5445-6925-5 | 2023年5月  | ISBN 978-7-5445-6926-2 | 2023年5月  | ISBN 978-7-5445-6927-9 |
| 14   | 2014年12月19日 | ISBN 978-4-08-890077-3 | 2014年12月19日 | EAN 471-7702-26374-4   | 2015年1月2日   | ISBN 978-988-8215-39-3 | 2023年5月  | ISBN 978-7-5445-6925-5 | 2023年5月  | ISBN 978-7-5445-6926-2 | 2023年5月  | ISBN 978-7-5445-6927-9 |
| 15   | 2020年11月19日 | ISBN 978-4-08-891618-7 | 2020年11月19日 | ISBN 978-957-10-9235-5 | 2020年11月25日 | ISBN 978-988-8217-94-6 | 2023年5月  | ISBN 978-7-5445-6925-5 | 2023年5月  | ISBN 978-7-5445-6926-2 | 2023年5月  | ISBN 978-7-5445-6927-9 |

## 外部連結
- ::: INOUE TAKEHIKO ON THE WEB :::（页面存档备份，存于）
- YOUNG JUMP官方Web（页面存档备份，存于）
- S-MANGA.NET - REAL（页面存档备份，存于）